# Sorte September i Jordan
September 1970 er kendt som Sorte September i arabisk historie. Det var måneden hvor Kong Hussein af Jordan tog affære mod en række af palæstinensiske organisationer, som forsøgte at overtage hans monarki. Volden resulterede i høje civile palæstinensiske tab. Den væbnede konflikt varede indtil juli 1971 hvor PLO og tusinder af palæstinensere blev udvist til Libanon.

## Baggrund
Efter seksdageskrigen i juni 1967 flygtede mange mennesker fra Vestbredden til Jordan. Fra tidligere boede der 650.000 palæstinensere i landet. Kongeriget Transjordanien, som blev grundlagt i 1946 og i 1948 indtog (Vestbredden), blev kaldt Østpalæstina af briterne. Nu kom yderligere 200.000 flygtninge fra Vestbredden. Disse palæstinensere blev dermed en stor gruppe i Jordan, som allerede bestod af overvejende indfødte palæstinensere. Mange deltog i forskellige palæstinensiske grupper, og allerede den 28. juni 1967 blev der indledt flere terroraktioner mod de israelske styrker på den anden side af Jordanfloden. Fra jordansk territorium udførte Fatah flere angreb mod den israelsk kontrollerede Vestbred. Efter, at en skolebus var blevet sprængt i luften, da den kørte over en mine (en voksen blev dræbt, flere skolebørn blev sårede) den 18. marts 1968, bestemte Israel sig for at slå tilbage.
Yassir Arafat ledte Fatah (=PLO), paraplyorganisationen for de palæstinensiske modstandsorganisationer, som havde sit hovedkvarter i flygtningelejren Karameh. Tidligt på morgenen den 21. september gik israelske styrker over Jordanfloden. Mens kampvogne angreb vest fra landsattes faldskærmsjægere på anden side af lejren. Da jordansk artilleri beskød israelerne, blev det angrebet af det israelske flyvevåben. I lejren var Fatahs styrker, mange unge drenge, ifølge egne oplysninger "kun" bevæbnede med håndskydevåben. Under kampene ødelagdes alle huse i lejren bortset fra moskéen. Sent om eftermiddagen trak israelerne sig tilbage. Trods store tab erklærede Fatah sig som den politiske sejrherre, skønt de israelske tab fortrinsvis skyldtes den regulære jordanske hær.
Mange palæstinensere og andre arabere sluttede sig til PLOs forskellige grupper. De fortsatte angreb, som disse grupper foretog mod den anden side af Jordanfloden, besvaredes hårdt af Israel. I de FN-byggede flygtningelejre havde det jordanske politi allerede mistet al indflydelse, og når palæstinensiske grupper drog til større byer, optrådte de ofte på en måde, som forstyrrede den offentlige orden. Mange optrådte i camouflagedragt og bevæbnede med AK-47 krævede de "frivillige bidrag" til deres væbnede kamp. Palæstinensiske grupper opsatte vejspærringer. Jordans kong Hussein var foruroliget, da mange af palæstinenserne var modstandere af kongen samtidig, som han mente, at de væbnede anfald på Vestbredden gjorde det sværere at nå en aftale med Israel om at tilbagelevere Vestbredden.
I februar 1970 udsås Rasoul Kilani til premierminister, og han forbød at bære våben i byer og krævede, at alle motorkøretøjer skulle registreres. For at minimere faren for kampe mellem guerillaen og hæren skulle hæren opholde sig ved sine kaserner. Hussein fik løfte af Arafat at denne ville opretholde orden, men efter som guerillaen var splittet i flere grene, fungerede det ikke. I begyndelsen af juni udbrød nye kampe. Den 9. juni udbrød en skudveksling, da kongen passerede en vejspærring. Den 10. juli blev indgået en aftale mellem kongen og paraplyorganisationen Den Palæstinensiske Modstandsbevægelse, PRM, som blandt andet gik med til ikke at bære våben i byerne.

## Kampene
Den 1. september 1970 gjordes endnu et forsøg på at myrde kongen, da denne var på vej ud til Ammans flyveplads. Den 6. september lykkedes det den marxistiske modstandsbevægelse Folkefronten til Palæstinas befrielse, PFLP at få hele verdens opmærksomhed, da PFLP kaprede tre passagerfly og fløj dem til Dawson's Field uden for Zerqa. I Amman og andre byer udbrød skudvekslinger mellem rivaliserende palæstinensiske grupper. Så længe, kaprerne havde uskyldige mennesker i deres vold, kunne Hussein ikke lade hæren gribe ind, og han måtte personligt indgribe, da hærenheder forsøgte at trænge ind i Amman for at kæmpe mod palæstinensisk grupper. Premierministeren forhandlede med Arafat om, at guerillaen skulle forlade byerne, men det stod klart, at Arafat ikke havde tilstrækkelig magt til at gennemføre det.
Den 16 september udså kongen en ny militærregering, og hæren omringede Amman og andre byer. Dagen efter gik 1. infanteriregement og den 4. mekaniserede division ind i Amman med støtte fra den 60. panserbrigade. Guerillaen forsvarede sig med håndvåben og panserbrydende raketter. Hæren angreb tillige palæstinensiske grupper i andre byer som Irbid, Jerash og Zerqa.
Om morgenen den 20. september blev situationen kritisk, da syriske tropper gik over grænsen med to panserbrigader. Kampe udbrød mellem de syriske styrkers sovjetiske kampvogne, T-54 og T-55, og Jordans britiske Centurion-kampvogne. Beskudte af det jordanske flyvevåben blev syrerne tvungne til at trække sig tilbage den 23. september.
Sudans præsident Numeiry forsøgte at arrangere en våbenstilstand, og den 25. september gik Arafat med til dette. Der efter lykkedes det Arafat at forlade Jordan og komme til Kairo, hvor Egyptens præsident Nasser tog imod ham. Den 27. september kom Hussein til Kairo for forhandlinger. Både Arafat og Hussein var bevæbnede med håndskydevåben, og mødet gav anledning til stærke følelser mellem de to ledere. Hussein gik med til en aftale, hvor begge sider blev erklærede som sejrherrer.
Antallet af døde i kampene er uklare, men troligvis drejer det sig om 1.500 - 2.000 personer. Ifølge Røde Kors blev 1.600 personer dræbt under kampene.

## Eftervirkning
Hvad, der svækkede palæstinenserne, var antagelig ikke den jordanske militærmagt men begivenheder uden for landet, som gjorde, att deres politiske opbakning mindskede. Den 28. september døde præsident Nasser ved et pludseligt hjertetilfælde, og den 13. november skete et statskup i Syrien, hvorved forsvarsministeren Hafez al-Assad blev premierminister.
Den 31. oktober blev Arafat tvunget til at underskrive en ny aftale, hvor palæstinenserne forpligtede sig til ikke at bære våben og at anerkende de jordanske myndigheders overhøjhed. Kampe fortsatte på et lavere niveau mellem palæstinensiske grupper og den jordanske hær i 1971. Efterhånden blev de palæstinensiske grupper tvungne til at forlade Jordan, og i stedet etablerede de sig i Libanon, hvor deres tilstedeværelse førte til udbruddet af en borgerkrig der.
Den 28. november 1971 blev Jordans premierminister Wasfi al-Tal myrdet af en palæstinensisk terrorgruppe, som kaldte sig Sorte September. I 1972 udførte den samme gruppe et terrorattentat under de olympiske lege i München.